# Thalassema antarcticum
Thalassema antarcticum är en djurart som tillhör fylumet skedmaskar, och som beskrevs av Stephen, A.C. 1941. Thalassema antarcticum ingår i släktet Thalassema och familjen Echiuridae. Inga underarter finns listade i Catalogue of Life.